# Kladivo boží (povídka)
Kladivo boží (anglicky „The Hammer of God“) je krátká vědeckofantastická povídka britského spisovatele Arthura C. Clarka z roku 1992.
V angličtině vyšla poprvé ve vydání "Beyond the Year 2000" amerického magazínu Time v říjnu 1992. Povídka se stala předlohou pro Clarkův stejnojmenný román The Hammer of God (v češtině s mírně odlišným názvem Kladivo Boží).
Česky vyšla povídka ve sbírce Směr času (Polaris, 2002) v překladu Josefa Hořejšího.

## Námět
Tématem povídky je hrozící katastrofa pro Zemi - byl zjištěn asteroid s kolizní dráhou vůči planetě. Jde o přežití lidstva, veškeré úsilí je směřováno do záchranné operace, kterou zkomplikuje sabotáž náboženských fanatiků. Ti jsou převědčeni, že se blíží trest boží a člověk nemá právo se mu postavit.

## Postavy
- David - palubní počítáč Goliáše.
- George Ledstone - senátor.
- Carlos Mendoza - význačný teoretický fyzik.
- Robert Singh - kapitán kosmického remorkéru Goliáš a velitel operace ATLAS.

## Příběh
Kapitán Robert Singh velí operaci ATLAS (pojmenována podle řeckého titána Atlase). Kosmický remorkér se blíží k asteroidu Kálí (pojmenovaném podle hinduistické bohyně Kálí) a posádka na něm ukotví radiomaják. Díky němu se zjistí, že i ta nepatrná naděje na odvrácení srážky je pryč, planetka Zemi zasáhne s fatálními následky. Byla odhalena agenturou zvaná Kosmická hlídka, která vznikla z projektu NASA. Hlídka odhalila několik nebezpečných kosmických těles, což jí dodalo prestiže. Poté, co do projektu díky senátorovi Ledstonovi přitekly další finance (svou zásluhu na tom měl i teoretický fyzik Carloz Mendoza z Marsu), byly zkonstruovány 2 kosmické remorkéry: Goliáš a Titán. Oba měly za úkol hlídkovat na odvrácené straně Slunce.
Po objevení Kálí a zjištění kolizního kursu se Zemí odpovědní představitelé učinili rozhodnutí. Planetka bude vychýlena ze své dráhy pomocí gigantických motorů. Pokud budou působit dostatečně dlouhou dobu - několik měsíců, podaří se ji odklonit natolik, že Zemi mine.
Motory jsou instalovány a spuštěny, ale pracují jen krátkou dobu. Křeslámští fanatici (nová víra vzniklá spojením křesťanství a islámu) provedli sabotáž, jsou přesvědčeni, že člověk by neměl křížit plány božímu záměru. Palubní počítač David navrhne poslední možnost - využít tahu samotného remorkéru, i když to bude nebezpečné a nemusí to stačit. Posádka se ihned pustí do nového úkolu. Kapitán Goliáše plánuje blízko Země kosmické plavidlo odpoutat, ale stane se neočekávaná událost, remorkér prorazil kůru planetky a zaklínil se.
Přestože plán vyšel - Kálí minula povrch planety o pouhých 60 km, daň byla obrovská, na Zemi zemřelo cca 100 000 lidí a samotná posádka remorkéru nepřežila přetížení při průletu atmosférou.
| „                                 | Úkolem mytického Atlase bylo držet na svých ramenou nebe a zabránit mu, aby se zřítilo na Zemi. Pomocný motor ATLAS, který Goliáš nesl jako vnější náklad, měl skromnější cíl: udržet Zemi od těla jen jeden malinkatý kousíček nebe. | “ |
| — Arthur C. Clarke - Kladivo boží | |   |